# Banten
Banten er en provins i Indonesien, beliggende på den vestligste del af øen Java. Provinsen har et areal på 9.160 km2 og er beboet af ca. 9.083.000 indbyggere. Hovedstaden og den største by er Serang.
Banten grænser mod øst op til provinserne Jakarta og Vestjava.